# Publi Juvenci Cels (pare)
Publi Juvenci Cels (en llatí: Publius Juventius Celsus) va ser un jurista romà del segle ii. Formava part de la gens Juvència, una gens romana d'origen plebeu procedent de Túsculum.
Era membre del consell del cònsol Ducè Ver, personatge altrament desconegut. Va succeir com a director de l'escola jurídica de tendència estoica a Ploci Pegas, cap de l'escola proculiana.
En general, es tracta d'un personatge poc esmentat, a diferència del seu fill, anomenat també Publi Juvenci Cels, que fou un jurista de molt més renom. El Digest inclou nombroses referències a Juvenci Cels, de les quals algunes es poden atribuir al pare, però la major part segurament són del fill.